# 大衛·雪伍德
大衛·雪伍德（David Sherwood，1980年5月6日—），出生於英格蘭謝菲爾德，是一位英國前男子職業網球運動員，他於1998年成為職業球員，2008年1月21日宣佈退役。他的母親Sheila是1968年墨西哥城奧運女子跳遠銀牌得主，父親John則是1968年墨西哥城奧運男子400公尺跨欄銅牌得主。

## 外部連結
- 大衛·雪伍德（英文/西班牙文）的官方資料
- 大衛·雪伍德的國際網球總會 職業／青少年 官方資料（英文）
- 大衛·雪伍德的官方資料（英文）